# سراب (فیلم ۱۳۶۵)
سراب فیلمی به کارگردانی حمید تمجیدی، نویسندگی مجتبی متولی و تهیه‌کنندگی سعید اسدی ساخته سال ۱۳۶۵ است.

## خلاصه فیلم
ناصر فرهمند، معلم ریاضی شهرستان، با اصرار همسرش خود را به مرکز منتقل می‌کند. از همان آغاز با مشکلات گوناگون مالی روبه‌رو می‌شود. فرزندشان گم می‌شود. دوست و همکار سالمند ناصر با تلاش بسیار کودک را می‌یابد و بر اثر خستگی و هیجان سکته می‌کند و می‌میرد. ناصر تصمیم می‌گیرد به شهرستان بازگردد. زن ابتدا خانه را به اعتراض ترک می‌کند اما در پایان با همسر و فرزندش همراه می‌شود.

## بازیگران
- پرویز پورحسینی در نقش ناصر
- محبوبه بیات در نقش فخری
- جمشید مشایخی در نقش محقق
- ایمان رئوفی در نقش محسن
- فرخ نعمتی در نقش جواد
- منیژه سلیمی در نقش اشرف
- پریدخت اقبال‌پور در نقش مادر
- محمود شهیدی در نقش پدر
- حمید حمزه در نقش معلم انتقالی
- سهیلا رضوی در نقش شمسی
- قاسم پاکرو در نقش مدیر مدرسه